# یونین گپ (واشینگتن)
یونین گپ (به انگلیسی: Union Gap) شهری در شهرستان یاکیما ایالت واشنگتن است که در سرشماری سال ۲۰۱۰ میلادی، ۶۰۴۷ نفر جمعیت داشته است.